# Maaslander
Maaslander is een merknaam voor een Goudse, halfharde kaas van de Nederlandse particuliere kaashandel Westland Kaasspecialiteiten B.V. uit Huizen. 
De Maaslander is in vergelijking met normale Goudse kaas een iets flauwere kaas, die een korter proces van pekelen heeft ondergaan, zodat er meer melkvocht achterblijft in de kaas. Zout door het gebruik van pekel bij de productie kan hoge bloeddruk in de hand werken.  
Een kaasfabriek in Arkel in Zuid-Holland produceert de kaas.  Een grootscheepse reclamecampagne realiseerde een snelle bekendheid bij de consument.
Bij de introductie van deze kaassoort liet de firma heel het land geloven dat de kaas werd gemaakt enkel en alleen van melk afkomstig van melkveebedrijven uit het gebied gelegen tussen de Maas en de Waal. Achteraf bleek dit onjuist te zijn. Na verloop van tijd bleek dat de vraag groter was dan het aanbod van de Maaslander, waardoor kaasfabrieken ook buiten het Land van Maas en Waal zorgden voor de productie van Maaslander, zoals een fabriek in het Duitse Flensburg.

## Westland Kaasspecialiteiten
Oorspronkelijk was de eerste generatie van Westland kaasspecialiteiten visser op de Zuiderzee. Maar nadat bekend werd dat er een dijk zou worden gelegd tussen Noord-Holland en Friesland, de Afsluitdijk, besloten de drie broers hun handel te verleggen, nl. die van de kaashandel. Op kleine schaal werd gevent met kaas in Limburg en Duitsland. In de daaropvolgende jaren werd de firma groot door het transport van vooral bulkkaas zoals Edammer en Goudse kaas. 